# Kristy (film)
Kristy è un film del 2014 diretto da Oliver Blackburn

## Trama
Un gruppo di individui incappucciati uccide una ragazza marchiandola con la lettera K. Successivamente, il TG annuncia la scomparsa di una ragazza. Il gruppo responsabile degli omicidi fa parte di una setta che ha il desiderio di uccidere Kristy, ovvero i seguaci di Dio (Kristy significa letteralmente seguace di Dio) che hanno una vita perfetta, caricando poi tutto sul loro sito web.
Justine è oberata dallo studio e non può tornare dalla sua famiglia, nel giorno del ringraziamento, per ragioni economiche. Il suo ragazzo Aaron non può rimanere con lei per via della famiglia, e anche la sua amica Nicole parte all'ultimo momento, lasciandole tuttavia le chiavi della propria automobile. Per il giorno del ringraziamento, Justine si ritrova dunque completamente sola all'interno dell'istituto. Stanca di studiare, decide di recarsi in una stazione di servizio per procurarsi del cibo, per sé e per il guardiano del campus, unica persona con cui può interagire in quei giorni. Nel locale incontra una ragazza incappucciata, Violet. Quest'ultima appare stranamente arrogante, addirittura arrivando ad avere una discussione sia con Justine che con il commesso. Una volta fuori di lì, la ragazza si ritrova a fronteggiare Violet, che sembra volerle provocare un incidente con la propria automobile.
Violet, in realtà, fa parte del gruppo di persone che uccidono le Kristy e, insieme ad altri tre ragazzi incappucciati, si introduce nel campus e inizia a terrorizzare Justine, facendo partire degli snuff movie dal suo computer. Presto, la setta inizia a dare la caccia a Justine, arrivando a uccidere i due guardiani, l'addetto alla manutenzione del campus e lo stesso Aaron, che era ritornato all'università dopo aver saputo delle recenti disavventure. Dopo la morte del ragazzo, Justine incomincia ad aggredire e uccidere i suoi stessi assalitori uno a uno: il primo a morire è proprio l'assassino del ragazzo, che cerca di aggredire Justine mentre è in macchina, ma viene schiacciato fra la macchina e il muro dalla ragazza.
Justine uccide poi gli altri due compagni di Violet, rispettivamente in piscina e in un bagno, creando armi rudimentali con ciò che trova nel magazzino del campus; la ragazza si libera, infine, di Violet, dandole fuoco. Attraverso il telefonino prelevato da uno degli assalitori, Justine avvisa gli altri membri della setta dell'accaduto, affinché non credano di sentirsi al sicuro: consegna dunque le prove alla polizia, che inizia ad arrestare i membri della setta in giro per gli Stati Uniti. La stessa Justine finisce per rinnegare il suo nome e autoproclamarsi "Kristy", spietata cacciatrice dei rimanenti membri della setta.

## Produzione
I diritti per la realizzazione del film sono stati acquistati da Dimension Films nel 2009. In un primo momento il film avrebbe dovuto essere diretto da Gary Fleder, il quale chiese pubblicamente a Emma Watson di accettare il ruolo della protagonista del film. Il ruolo di regista è stato infine assegnato a Oliver Blackburn, mentre i componenti del cast sono stati annunciati nella seconda metà del 2012.

## Distribuzione
Il film è approdato nei cinema statunitense nell'agosto 2014. In mercati come la Germania è invece stato pubblicato come film direct-to-video. Nell'ottobre 2015 è stato inoltre presentato al BFI London Film Festival. Il 17 ottobre 2015 Kristy è stato trasmesso per la prima volta in televisione, approdando sulla rete statunitense Lifetime.